# 鳥の歌 (ボリビア映画)
鳥の歌（とりのうた、原題：Para recibir el canto de los pájaros）は、1995年に製作されたボリビア映画である。監督はボリビア人のホルヘ・サンヒネス。サンヒネスの映画を日本で上映会を開いていた太田昌国らが制作費の援助を行い、共同制作の形をとっている。日本では1999年11月22日に公開。2000年12月にシネマ下北沢で、同じくサンヒネス監督作品の『地下の民』と同時ロードショー。

## あらすじ
あるボリビアの映画撮影チームが、16世紀にアンデスやってきたスペイン人遠征隊を批判的に捉える映画を企画した。撮影場所として都会から遠く離れた山奥の村の村長に約束をとりつけた。取材のために村へと入ってゆくのだが、撮影チームの振る舞いは村人たちの強い反発を招き、石を投げつけられて「村から出て行け」と罵声を浴びることになった。映画撮影チームは、スペインからやってきたコンキスタドールたちの行動を批判的に撮影しようとしていたのだが、無自覚のうちに自分たちが村人に対して同じ振る舞いをしており、コンキスタドールと同じ偏見と同じ欠点をもっていることを露呈したのであった・・・。

## 作品の背景
ホルヘ・サンヒネスが1969年に製作した映画『コンドルの血』で撮影ロケ地として訪れたボリビアの農村で、実際に起こった出来事を元にしている。
また映画では、先進国による薬の特許の問題についても描かれている。先進国の製薬メーカーが特許をとると、薬草として使っていた植物の採取が自由にできなくなる問題である。

## 出演
フランス人女性で1968年のパリ5月革命に挫折してボリビアにやってきて、その後アンデスの村の伝統的な薬草師と結婚して暮らしているカトリーナの役として、ジェラルディン・チャップリンが出演している。ジェラルディン・チャップリンは撮影のため、1992年11月にボリビアを訪れた。撮影後の記者会見に応じたジェラルディン・チャップリンは「ホルヘ・サンヒネスの映画に出演するのは長年の夢であった。(中略)『鳥の歌』に出演できたということは、世界でももっとも偉大な監督と仕事を共にしたことを意味していると思う」と語った。

## 作品の影響
イシアル・ボジャイン監督の2011年のスペイン映画作品である『雨さえも』は、ボリビア国内の知識人から『鳥の歌』の盗作ではないかと指摘された。

## 受賞
- 1995年 : ロカルノ国際映画祭 「質と刷新」賞[1]